# Unser Star für Oslo
Unser Star für Oslo (z niem. Nasza gwiazda na Oslo lub Nasza gwiazda na występ w Oslo) – niemiecki konkurs telewizyjny (casting), mający na celu wyłonienie artysty reprezentującego Niemcy w konkursie piosenki Eurowizji w roku 2010.
Spośród 4500 kandydatów wyłoniono 20 finalistów, którzy mieli szansę wystąpić w ośmiu programach kwalifikacyjnych. Programy nadawano między 2 lutego a 16 marca 2010 roku. Spośród 300 nadesłanych kompozycji na potrzeby finału konkursu wybrano piosenki Satellite (autorstwa Julie Frost i Johna Gordona), Bee (autorstwa Rosi Golan, Pera Kristiana Ottestada i Mayaeni Strauss), I Care for You (autorstwa Martina Fliegenschmidta, Claudio Pagonisa & Maxa Mutzke) oraz Love Me (autor: Stefan Raab z udziałem Leny Meyer-Landrut).
Laureatką konkursu została Lena Meyer-Landrut, pokonując w finale Jeniffer Braun. Lena została 29 maja 2010 roku laureatką 55. Konkursu Piosenki Eurowizji, wykonawszy utwór Satellite.
Konkurs został wyprodukowany przez Raab TV GmbH, audycje konkursowa były nadawane w prywatnej stacji telewizyjnej ProSieben oraz w publicznej sieci nadawców ARD. Stefan Raab, współwłaściciel Raab TV GmbH, zasiadał w jury konkursu oraz przygotował na potrzeby konkursu utwór Love Me.
Jeszcze przed finałem konkursu piosenki Eurowizji ARD, ProSieben i Stefan Raab podjęli decyzję o kontynuowaniu współpracy i wspólnym przygotowaniu konkursu wyłaniającego niemieckiego uczestnika finału w roku 2011. 30 maja 2010 ogłoszono decyzję, że na 56 Konkursie Piosenki Eurowizji Niemcy będą ponownie reprezentowane przez Lenę Meyer-Landrut.